# Хидон, Хевина
Хевина Хидон (валл. Hefina Headon, 1930—2013) — валлийская общественная деятельница, ставшая известной в ходе забастовки британских шахтёров 1984—1985.

## Деятельность
Будучи секретарём ячейки Лейбористской партии Уэльса в деревне Севен-Систерс, Хидон была организатором множества протестных акций, проводившихся в ходе забастовки шахтёров.
Хидон посвятила жизнь борьбе за права женщин, ЛГБТ, неимущих. В 1998—2001 она занимала должность директора Партнерства долины Дулайс — организации, стремившейся «найти решение для социально-экономической депривации долины Дулайс».

## Хидон в СМИ
В фильме «Гордость» роль Хевины Хидон исполнила Имельда Стонтон, удостоенная за эту роль премии британского независимого кино как лучшая актриса второго плана и выдвинутая на соискание премии BAFTA.
Роль Хидон в ходе забастовки шахтёров описана валлийским политиком Хиуэлом Фрэнсисом в книге History on our Side: Wales and the 1984-85 Miners’ Strike; издание 2015 года было посвящено памяти Хидон. Фрэнсис указывает, что Хидон «сыграла ключевую роль в установлении партнёрства между Lesbians and Gays Support the Miners и шахтёрами».
В 2006 году валлийская художница Жаклин Алкема создала цикл портретов Женщины с прошлым; одной из шести женщин была Хевина Хидон.